# Suezichthys aylingi
Suezichthys aylingi là một loài cá biển thuộc chi Suezichthys trong họ Cá bàng chài. Loài này được mô tả lần đầu tiên vào năm 1985.

## Từ nguyên
Từ định danh của loài được đặt theo tên của nhà sinh vật biển người Úc Anthony M. Ayling, người đầu tiên công nhận đây là một loài cá mới và đã thu thập hầu hết các mẫu vật của chúng.

## Phạm vi phân bố và môi trường sống
S. aylingi có phạm vi phân bố ở Tây Nam Thái Bình Dương. Loài này được ghi nhận dọc theo bờ biển phía đông nam Úc, từ bang New South Wales trải dài đến bang Victoria và bờ đông bang Tasmania; Bắc New Zealand, bao gồm quần đảo Poor Knights, quần đảo Three Kings và quần đảo Kermadec.
Loài này sống gần các rạn đá ngầm trên nền đáy cát, được tìm thấy ở độ sâu đến khoảng 40 m, nhưng cũng đã được quan sát ở độ sâu đến 100 m.

## Mô tả
S. aylingi có chiều dài cơ thể tối đa được ghi nhận là 11,7 cm. S. aylingi là loài lưỡng tính tiền nữ.
Cá cái có màu đỏ da cam, nhạt dần về phía thân sau; có một đốm đen viền trắng ở vây lưng sau (khoảng giữa tia vây lưng thứ 9 và thứ 10). Cá đực có màu đỏ thắm, thân dưới nhạt màu hơn; có một dải sọc trắng dọc theo chiều dài cơ thể ở hai bên thân, kéo dài từ khóe miệng đến gốc vây đuôi; đầu có các vệt sọc màu xanh lam óng.
Số gai ở vây lưng: 9; Số tia vây ở vây lưng: 11; Số gai ở vây hậu môn: 3; Số tia vây ở vây hậu môn: 10; Số tia vây ở vây ngực: 13–14; Số gai ở vây bụng: 1; Số tia vây ở vây bụng: 5; Số tia vây ở vây đuôi: 12.

## Hành vi và tập tính
Thức ăn của S. aylingi là các loài động vật giáp xác nhỏ ở đáy biển và trên các bẹ tảo. S. aylingi cũng là một loài cá dọn vệ sinh vì chúng giúp loại bỏ các ký sinh, da và vảy chết bám trên cơ thể cá khác.
Thời điểm sinh sản diễn ra từ tháng 6 đến tháng 12; cá con trưởng thành sau khoảng 7 tháng nở ra từ trứng.